# Mélanie Luce
Pour les articles homonymes, voir Luce.
 (mars 2021).
Mélanie Luce, née en septembre 1996 à Toulouse (France), est une militante étudiante française, présidente de l'Union nationale des étudiants de France (UNEF) de 2019 à mars 2022.

## Biographie
Mélanie Luce naît à Toulouse en septembre 1996. Sa mère, d'origine guadeloupéenne, est enseignante de français au collège, tandis que son père, d'origine juive ashkénaze,, est professeur en histoire de l'art à l’université Toulouse-Jean-Jaurès. 
En 2014, elle entre en première année de licence de droit à l’université Panthéon-Assas (Paris-II). En 2019, elle est en troisième année de sa licence,. À son arrivée elle a et voit que l’UNEF fait campagne sur les demandes de bourses tardives. Contente d’avoir été accompagnée dans ses démarches, elle décide d’adhérer à l’UNEF.

## Syndicalisme étudiant

### Débuts
Mélanie Luce adhère à l’Union nationale des étudiants de France (UNEF) en 2014, lorsqu’elle arrive à l’université. Elle milite avec le syndicat autour des questions de la précarité étudiante et du féminisme. Elle devient présidente de la section UNEF à Panthéon-Assas, puis membre du bureau national du syndicat en mai 2016, pour coordonner les sections locales puis pour gérer les questions universitaires,. En juillet 2018, elle devient vice-présidente de l’UNEF chargée des questions sociales.

### Présidente de l’UNEF
Alors qu’elle représente la tendance majoritaire du syndicat depuis le congrès d’avril 2017 et qu’elle est seule candidate en lice, elle est élue présidente de l’UNEF le 8 janvier 2019, succédant à Lilâ Le Bas. En 2022 elle abandonne le poste pour se consacrer à sa carrière d'avocate. Imane Ouelhadj lui succède. Elle se considère comme la première présidente racisée de l'UNEF,,, alors que d’anciens dirigeants du syndicat sont tenants d’un multiculturalisme symbolisé par les années Touche pas à mon pote. 
Durant sa présidence le syndicat doit aborder deux scissions, le Covid et la fermeture des facs ainsi que l’explosion de la précarité étudiante,. 
En mai 2019, Mélanie Luce est à la tête d’une tendance majoritaire, principalement constituée de militants de La France insoumise et de partisans de Benoît Hamon, alors que la TUAS, aile gauche de l’UNEF — proche des communistes et deuxième force en interne — a fait scission du syndicat à cause de désaccords avec la TASER, l'aile droite, toujours liée au Parti socialiste.

#### Actions et prises de position
Mélanie Luce défend le port du hidjab choisi par Maryam Pougetoux, responsable de la section de l’université Paris-Sorbonne (Paris-IV) du syndicat étudiant quand cette dernière est critiquée
En octobre 2020, lors du rassemblement  place de la République à Paris à la suite de l’assassinat de Samuel Paty Mélanie Luce est huée par une partie de la foule rassemblée après avoir défendu, dans son discours, le port de signes religieux à l'université,,,.
Sur Europe 1, le 17 mars 2021 Mélanie Luce indique que  l’UNEF organise des réunions en non-mixité raciale, une pratique revendiquée depuis plusieurs années par l’UNEF,. Une partie de la classe politique, de LREM à l'extrême droite, critique cette pratique,,,,. Devant la polémique, Mélanie Luce explique que les réunions en non-mixité sont rares et qu’elles sont déjà pratiquées depuis des dizaines d’années dans les associations féministes,,,.

## Après l'Unef
En 2024, devenue avocate, elle défend Rodrigue Petitot lors des Manifestations contre la vie chère en Martinique,.